# キャプスタン (船舶)

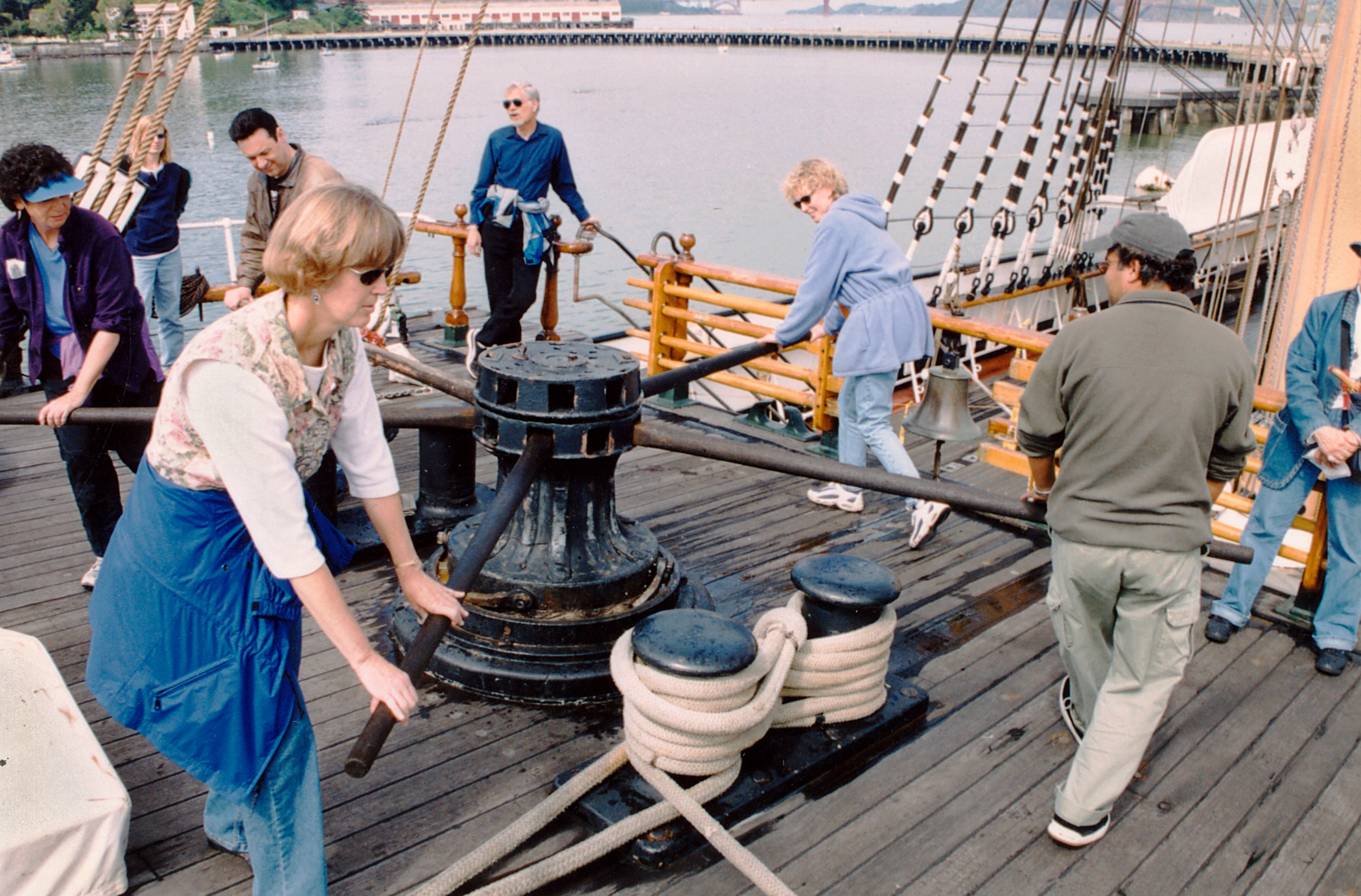
写真は現代の観光客がキャプスタンを回している姿。船員は、船長の周りを歩きながらシーシャンティを歌うことによって、動きのリズムを調整した。巻き上げられたロープはジブを引っ張り上げ、重いスパーをマストの所定の位置に持ち上げたり、ドックやはしけとの間で貨物を移動したりするためにも使用される。

キャプスタン(capstan)は、帆船で使用するために開発された垂直軸回転式のウインチで、ロープを引っ張る際に用いられる船員の力を倍増させる。原理は水平軸を持つウィンチのウインドラスと似ている。

## 歴史
この言葉はラテン語の capistrumに由来する、古プロヴァンス語のcabestanや古フランス語のcabestan(t)とつながっており、14世紀ごろの十字軍時代にポルトガルかスペインの船員から英語に入ったようである。装置も言葉もスペインの発明と考えられている。  

### 初期の形

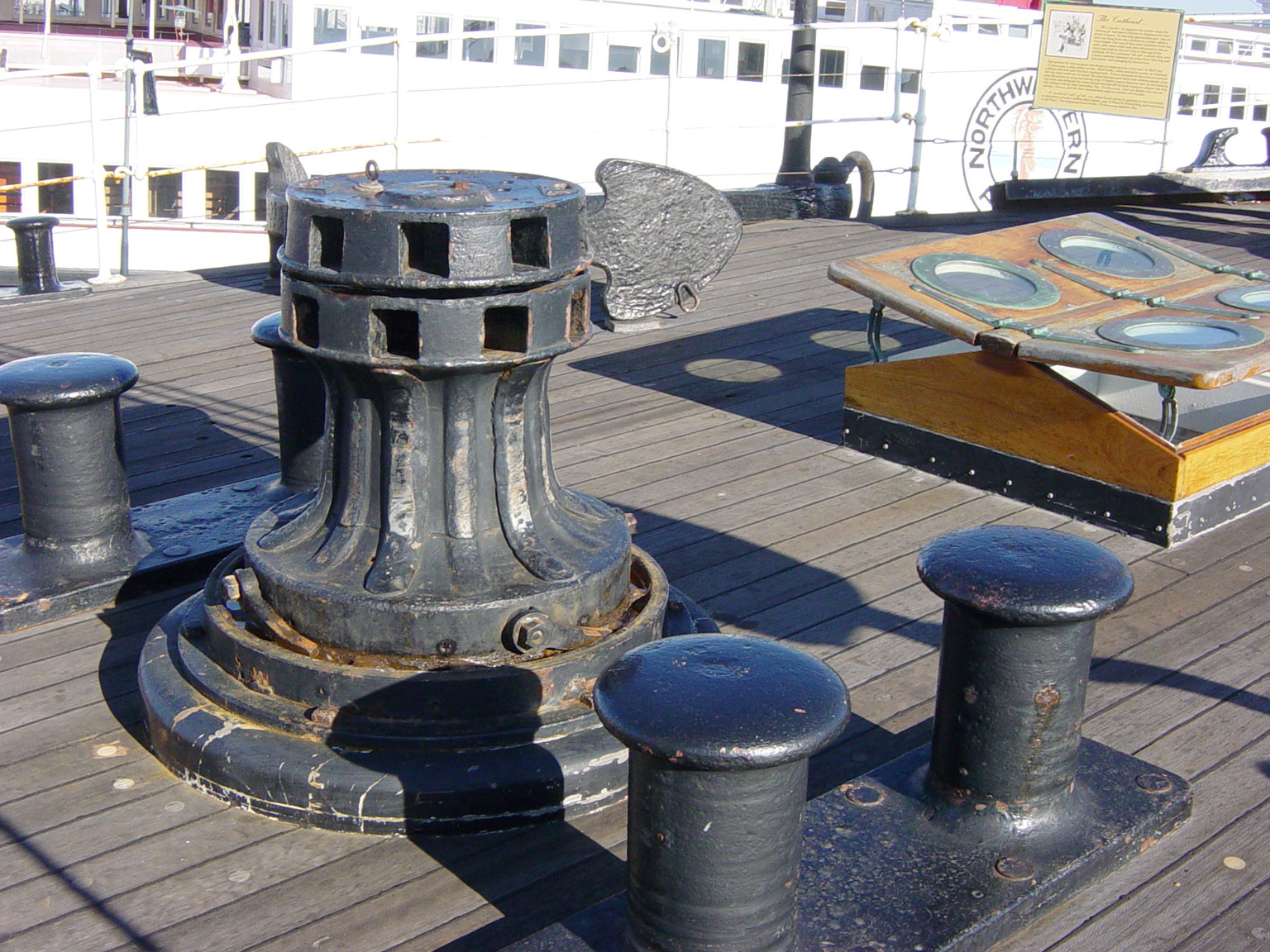
帆船に設置されているキャプスタン。上部はフォアキャッスルで下のアンカーウインドラスを操作している

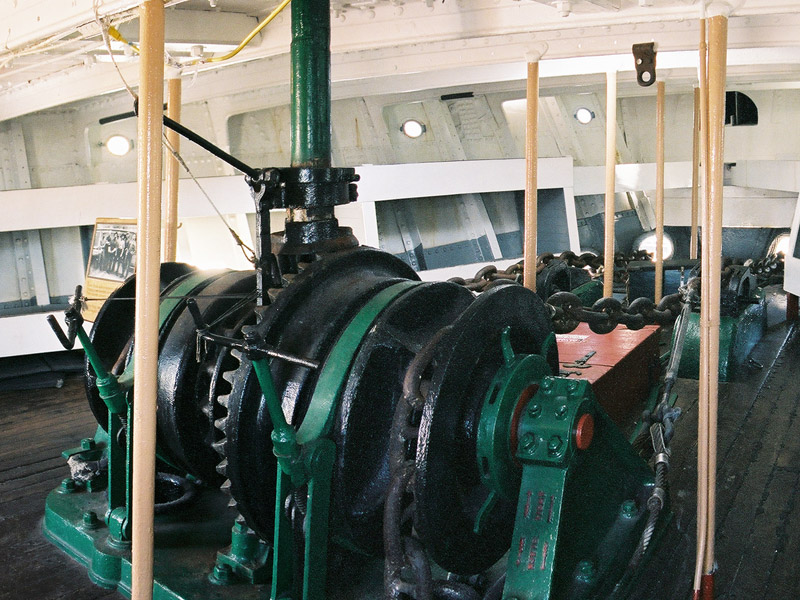
キャプスタン下はアンカーウインドラス

キャプスタンは船の構造体に垂直に取り付けた木材を自由に回転させるもので、初期の形態では、船底に設置されていた。barsと呼ばれるレバーを木材の上部にある穴から挿入し、キャプスタンを回転させた。このドラムにロープを数回巻きつけて引っ張る。この時、ロープの張力を保持するために、初歩的なラチェットが使用されていた。ロープは上から見て常に時計回りに巻かれていた。

### 中期の姿
キャプスタンは鉄の車軸に木製のケーブルドラムやバレルマウントを取り付けたものに進化した。上下二段のデッキにいる人間が同時に回せるように一本の軸に2つのドラム設置されたものがよく使われた。その後、キャプスタンはすべて鉄製となり、頭部に歯車が設けられ、barsが反時計回りに押されると機械的に有利になるようになった。キャプスタンには、軸と歯車で下の甲板にある錨の巻き上げ機に接続されているものもあった。河川船では、キャプスタンを蒸気で回転させることもあった。

### メッセンジャー
船や錨が大きくなると、錨のケーブルや鎖が大きくなりすぎてキャプスタンでは回せなくなっていった。また、ケーブルやチェーンが濡れていると管理が難しくなる。そこで、中間装置として「メッセンジャー」が使われるようになった。これは、ケーブルやチェーンを連続的にループ状にしたもので、キャプスタンに巻き付ける。主錨のケーブルやチェーンは、ニッパーと呼ばれるロープなどの一時的な接続具を使ってメッセンジャーに取り付けられ、運搬される。これを錨の重さに応じて着脱し、これを巧みに行うことによって、停止やサージングを必要としない連続的な巻上げを行うことができた 。

### 現代の姿
最新のキャプスタンは、電気、油圧、空気圧、または内燃機関を介して動力を供給される。通常は減速機を介してトルクを増加させるギアボックスが使用される。

## 同等品
ヨットの用語では、ウインチはキャプスタンと同じ原理で機能する。しかし、産業用途ではウィンチという用語は一般に、ロープをドラムに巻き取る機械を意味している。

## 陸上での使用
鉄道の貨物ヤードでは、油圧式キャプスタンを使って、鉄道車両を短距離移動させる作業（シャント作業）が行われることがあった。その一例が、ロンドンのブロードストリート駅である。この駅では倉庫の上にデッキがあり、機関車を乗せるには強度が不足していたため、ロープとキャプスタンが使われた。